# Suleiman Cassamo
Suleiman Cassamo (Marracuene, 2 de Novembro de 1962) é um escritor e professor moçambicano.
Licenciado em Engenharia Mecânica, Suleiman Cassamo é membro da Associação dos Escritores Moçambicanos, de que foi secretário-geral entre 1997 e 1999.
Publicou contos e crónicas em revistas como a Charrua, Gazeta de Artes e Letras, Eco, de que foi fundador e membro do Conselho de Redacção, Forja, e no jornal Notícias.

## Obras
- O regresso do morto. (Contos)
  - Prefácio de Marcelo Panguana.
  - Maputo, Associação dos Escritores Moçambicanos, 1989. Colecção Karingana.
  - Lisboa, Editorial Caminho, 1997. ISBN 972-21-1098-5
  - Tradução para francês com o título Le retour du mort. Paris, Chandeigne/Unesco, 1994. ISBN 2-906462-13-6
  - São Paulo, Editora Kapulana, 2016. ISBN 978-85-68846-11-7
- Amor de Baobá. (Crónicas)
  - Lisboa, Editorial Caminho, 1997. ISBN 972-21-1152-3
  - Maputo, Ndjira, 1998
- Palestra para Um Morto. (Romance)
  - Lisboa, Editorial Caminho, 1999. ISBN 972-21-1292-9
  - Maputo, Ndjira, 2000

## Prémios
- Prémio Guimarães Rosa da Radio France Internationale pelo conto O Caminho de Phati (1994).